# Wilfrid Laurier
Sir Wilfrid Laurier, nascut Henri-Charles-Wilfrid Laurier (Saint-Lin, 20 de novembre de 1841 – Ottawa, 17 de febrer de 1919) fou el setè primer ministre del Canadà, des de l'11 de juliol de 1896 fins al 6 d'octubre de 1911, i el primer francòfon a ocupar el càrrec. També va ser diputat al Parlament des del 1874 fins al 1919. És considerat un dels estadistes més importants del seu país, especialment per les seves polítiques de reconciliació i compromís entre anglòfons i francòfons del Canadà, i d'expansió de la Confederació. Laurier tenia una idea del Canadà com una terra de llibertat individual i federalisme territorial, i fins i tot preconitzava la cooperació entre les dues comunitats en la construcció del país. I era partidari de romandre dins de l'Imperi Britànic, sempre que es respectés la personalitat d'un Canadà plenament lliure.
El bitllet de cinc dòlars porta el seu retrat.